# Mouvement des jeunes giscardiens
 (octobre 2016).
Si vous disposez d'ouvrages ou d'articles de référence ou si vous connaissez des sites web de qualité traitant du thème abordé ici, merci de compléter l'article en donnant les références utiles à sa vérifiabilité et en les liant à la section « Notes et références ».
Le Mouvement des jeunes giscardiens (MJG) est une formation politique soutenant l'action de Valéry Giscard d'Estaing. Elle est fondée en 1966 sous l'appellation Jeunes républicains indépendants. En 1974, elle devient Génération sociale et libérale, puis Autrement en 1977, et enfin Mouvement des jeunes giscardiens en 1979.

## Origines
Le projet de rassembler les jeunes libéraux proches de Valéry Giscard d'Estaing remonte à mai 1966, quelques mois après que ce dernier, dirigeant les Républicains indépendants (RI), a quitté le gouvernement. Les JRI ont vocation à relayer les initiatives de Giscard d'Estaing et à faire écho à sa démarche d’indépendance vis-à-vis du général de Gaulle.
Le lancement du mouvement JRI, organisé par Bernard Lehideux et Bernard Jarrier, est étroitement lié à la tentative des RI de promouvoir un parti à l'image moderne autour de son leader Valéry Giscard d'Estaing en opposition au mouvement gaulliste, considéré comme rigide et discipliné,. Les RI organisent en parallèle les clubs Perspectives et Réalités afin d’attirer les cadres. Au printemps et à l’automne 1966, ils créent les JRI, destinés à la jeunesse.
Bernard Lehideux est le premier dirigeant des JRI. Inscrit à la faculté de droit de l'Institut catholique de Paris, anticommuniste convaincu, favorable à la construction de l'Europe par opposition au bloc soviétique et également militant pour une Algérie française, il fait partie du Front national pour l’Algérie Française et soutient les jeunes du Centre national des indépendants et paysans (CNI ou CNIP), très combatifs pour l'Algérie française. Lehideux est également un militant dans le syndicalisme étudiant. Il entre dans l’UNEF majo et afin d'étoffer encore plus son carnet d'adresse s’engagea aussi dans le club des Prouvaires de Jean Legaret (libéraux antigaullistes). En mai 1966, Lehideux devient secrétaire de Giscard d’Estaing. Promu dirigeant des JRI, Lehideux réactive ses contacts afin de recruter dans tous les mouvements et associations qu'il fréquentait. Il commence avec une trentaine de membres actifs.

## Actions
Les dirigeants des Républicains indépendants utilisent l'image jeune, dynamique et décontractée de Giscard d’Estaing, notamment en opposition à l'image d'un général de Gaulle vieillissant et dont le passé résistant était peu parlant aux jeunes des années 1960, issus du baby boom. Pendant que les RI appellent à un renouvellement de la classe dirigeante, les JRI mettent en scène leur travail par des actions de plus en plus marketing. Les jeunes rédigent des communiqués de presse pour soutenir les prises de position de leur leader et faire en sorte que celui-ci paraisse en phase avec la jeunesse française.
À la fin des années 1960, on demande aux groupes des JRI de participer à l'organisation d'événements, comme la préparation des élections législatives de 1967 pour les RI. Ils doivent alors gérer l’intendance parisienne, tenir des permanences, assurer le standard téléphonique, réceptionner le matériel de propagande, faire du porte-à-porte et des sondages.
Les JRI sont entièrement financés par les RI. Ils disposent d'un local au 195 boulevard Saint-Germain. Le nombre des JRI aurait décuplé à la fin de l'année 1967 et le bureau est renouvelé. Pour augmenter leur nombre d’adhérents, les JRI recrutent dans les facultés de droit, Sciences Po, les facultés d’économie, les grandes écoles commerciales et les écoles d’ingénieurs.

## Dirigeants
Jean-Pierre Raffarin, Dominique Bussereau et Henri Giscard d'Estaing ont fait partie des dirigeants de ce mouvement.
Patrick Gérard et Jean-Pierre Thomas sont des dirigeants des jeunes giscardiens de 1981 à 1986.

## Disparition
Le mouvement disparaît lorsque Valéry Giscard d'Estaing renonce à se présenter à l'élection présidentielle de 1995.
Le 13 mai 2024, les anciens jeunes giscardiens célèbrent devant le Musée d'Orsay le 50ème anniversaire de l'accession à la Présidence de la République de Valéry Giscard d'Estaing, en présence de Madame Anne-Aymone Giscard d'Estaing et de ses fils Henri et Louis.